# بیمارستان پارسیان
{{بازسازماندهی|date=سپتامبر ۲۰۲۲}
بیمارستان پارسیان یکی از بیمارستان‌های خصوصی شهر تهران است که در محلهٔ سعادت‌آباد واقع شده است.در اواخر دهه هشتاد این بیمارستان جزو بیمارستان‌های مجلل تهران به‌شمار می‌رفت که اکثر پزشکان مشهور و اساتید برجسته دانشگاهی در آن فعالیت داشته‌اند.از آن جمله می‌توان به  دکتر احمد سیادتی و  دکتر منوچهر دوایی اشاره کرد 
این  بیمارستان  حواشی بسیاری دارد

## حواشی
در سال‌های اخیربیمارستان پارسیان دارای حواشی بسیاری بوده است. از جمله فروش ملک ساختمان در دو نوبت که نوبت دوم آن مربوط به فروش مالکیت بیمارستان در سال ۸۹ به بابک زنجانی با سند جعلی بوده والبته معامله پس از مدتی باطل شد . همچنین سیاستمداران و هنرمندان زیادی در سال‎‌های پیش در این بیمارستان رفت و آمد داشته و ‌تحت درمان قرار گرفته اند
مشکلات مدیریتی بوجود آمده مربوط به مالکیت سهامدارن بر ملک بیمارستان منجر به حواشی و تغییرات مدیریتی طی سال‌های اخیر شده اما خدمت رسانی به بیماران هیچگاه متوقف نشد.
جمعی ازپرسنل این بیمارستان در بهمن ۱۳۹۷ به یک باره دست از کار کشیدند و در راستای پرداخت نشدن حقوق خود اعتراض کردند و البته این اعتراض روند بیمارستان را مختل نکرد و در همانروز ۳۸ عمل جراحی در بیمارستان انجام شد؛ خبر این اعتراض توسط رسانه‌هایی چون BBC و VOA پوشش داده شد. بنا به گفته کارکنان بیمارستان حقوق آنان با دو ماه دیرکرد پرداخت میشد.
برای اطلاعات بیشتر میتوان نظرات مراجعین را در راهنمای گوگل خواند
در این بیمارستان از هنرمندان برجسته هزینه‌ای بابت درمان دریافت نمی‌شد. خسرو شکیبایی، فرخ‌لقا هوشمند، نیکو خردمند، عبدالله بوتیمار، الهه (خوانده)، انوشیروان ارجمند از جمله هنرمندانی بودند که در این بیمارستان درگذشتند.